# واسیلی کودینوف
واسیلی کودینوف (انگلیسی: Vasily Kudinov; ۱۷ فوریهٔ ۱۹۶۹ – ۱۱ فوریهٔ ۲۰۱۷) بازیکن هندبال اهل روسیه بود.